# NGC 234
NGC 234は、うお座の方角に位置する渦巻銀河である。1784年10月14日にウィリアム・ハーシェルによって初めて発見された。